# Anna-Lisa Baude
Anna Elisabeth (Anna-Lisa) Baude, född Lundberg den 25 september 1897 i Hedvig Eleonora församling i Stockholm, död 7 juni 1968 i Jakobs församling i Stockholm, var en svensk skådespelare.

## Biografi
Baude scendebuterade 1915 vid Harry Bergvalls teatersällskap som Hulda i Peter Egges Äkta makar. Hon var därefter 1916 anställd hos Albert Ranft. 1916–1917 vid Lorensbergsteatern, 1917 hos Oscar Winge, 1918–1921 hos Albert Ranft och 1921–1927 på  Folkan under Robert Ryberg samt på Komediteatern 1929–1930. Hon innehade därefter tillfälliga anställningar vid Oscarsteatern, Riksteatern och Blancheteatern.
Hon engagerades vid Blancheteatern 1937 där hon verkade fram till 1957. Hon medverkade även i några av Karl Gerhard och Kar de Mummas revyer.
Bland Baudes roller märks Eleonora i Påsk, Cecilia i Den fule Ferante, Mazie i Broadway, Mizzi i Flickorna Gyurkovics, Lucy i Tolvskillingsoperan, Maria i Duo och Angelina Esposito i Hyggliga människor.
Hon filmdebuterade 1921 i Victor Sjöströms Körkarlen och kom att medverka i drygt 60 filmer. Åren 1916–1920 var hon gift med skådespelaren Sture Baude och från 1926  med redaktör Harald Hansen (1890–1932).
Anna-Lisa Baude är begravd på Norra begravningsplatsen utanför Stockholm.

## Filmografi
- 1921 – En lyckoriddare
- 1921 – Körkarlen
- 1926 – Flickan i frack
- 1929 – Ville Andesons äventyr
- 1930 – När rosorna slå ut
- 1931 – Kärlek måste vi ha
- 1931 – Hotell Paradisets hemlighet
- 1931 – Trötte Teodor
- 1931 – Brokiga blad
- 1931 – En kvinnas morgondag
- 1931 – Kärlek måste vi ha
- 1932 – Kärleksexpressen
- 1932 – En stulen vals
- 1933 – Två man om en änka
- 1933 – En melodi om våren
- 1934 – Havets melodi
- 1934 – Fasters millioner
- 1934 – Kungliga Johansson
- 1935 – Äktenskapsleken
- 1938 – En kvinnas ansikte
- 1939 – Adolf i eld och lågor
- 1939 – Ombyte förnöjer
- 1939 – Filmen om Emelie Högqvist
- 1939 – Spöke till salu
- 1940 – Med dej i mina armar
- 1940 – Familjen Björck
- 1940 – Snurriga familjen
- 1941 – Fröken Vildkatt
- 1941 – I paradis ...
- 1941 – Springpojkar är vi allihopa
- 1941 – En man för mycket
- 1941 – Hemtrevnad i kasern
- 1941 – Så tuktas en äkta man
- 1942 – Vi hemslavinnor
- 1943 – Fångad av en röst
- 1943 – Vi mötte stormen
- 1943 – Tåg 56
- 1943 – Professor Poppes prilliga prillerier
- 1944 – Mitt folk är icke ditt
- 1944 – Sabotage
- 1944 – Lilla helgonet
- 1944 – Hans officiella fästmö
- 1945 – Moderskapets kval och lycka
- 1945 – Oss tjuvar emellan eller En burk ananas
- 1945 – Rattens musketörer
- 1945 – Vandring med månen
- 1945 – 13 stolar
- 1946 – Det är min modell
- 1946 – Kris
- 1948 – Marknadsafton
- 1949 – Kärleken segrar
- 1950 – Min syster och jag
- 1951 – Leva på "Hoppet"
- 1952 – 69:an, sergeanten och jag
- 1952 – Åsa-Nisse på nya äventyr
- 1952 – När syrenerna blomma
- 1952 – Snurren direkt
- 1953 – Bror min och jag
- 1953 – Malin går hem
- 1954 – Sju svarta "Be-Hå"
- 1956 – Rätten att älska
- 1963 – Villervalle i Söderhavet (TV-serie)
- 1968 – Villervalle i Söderhavet

## Teater

### Roller (ej komplett)
| År   | Roll               | Produktion                                                                      | Regi                         | Teater                                    |
| ---- | ------------------ | ------------------------------------------------------------------------------- | ---------------------------- | ----------------------------------------- |
| 1920 |                    | Flickan från U.S.A., revy Fred Winter                                           | Oskar Textorius              | Kristallsalongen                          |
| 1921 | Medverkande        | Vart ska vi annars gå, revy Karl Gerhard                                        |                              | Folkteatern Flyttad till Mosebacketeatern |
| 1925 |                    | Flickorna Gyurkovics (A Gyurkovics-leányok) Ferenc Herczeg                      |                              | Folkteatern                               |
| 1926 | Lusette, modell    | Benjamin René Mercier, André Bardé och Benjamin Rabier                          | Nils Johannisson             | Södra Teatern                             |
| 1928 | Mazie Smith        | Broadway Philip Dunning och George Abbott                                       | Mauritz Stiller              | Oscarsteatern                             |
| 1929 | Lucy               | Tolvskillingsoperan (Die Dreigroschenoper) Bertolt Brecht och Kurt Weill        | Ernst Eklund                 | Komediteatern                             |
| 1931 |                    | 9 till 6 (Nine Till Six) Aimée Stuart och Philip Stuart                         | Pauline Brunius              | Oscarsteatern                             |
| 1933 | Kammarjungfrun     | Fruns båda män (Les Deux Monsieur de Madame) Félix Gandéra och André Mouézy-Éon | Karin Swanström              | Turné                                     |
| 1937 | Modern             | Melodien som kom bort (Melodien der blev væk) Kjeld Abell                       | Per Lindberg                 | Vasateatern                               |
| 1938 | Fru Armitage       | Min hustru doktor Carson (Robert's Wife) St. John Greer Ervine                  | Harry Roeck-Hansen           | Blancheteatern                            |
| 1939 | Fru Lefrançois     | Madame Bovary Gaston Baty                                                       | Harry Roeck-Hansen           | Blancheteatern                            |
| 1940 | Mrs Parsons        | Tony ritar en häst (Tony Draws A Horse) Lesley Storm                            | Harry Roeck-Hansen           | Blancheteatern                            |
| 1940 | Marie              | Duo Paul Géraldy och Colette                                                    | Harry Roeck Hansen           | Blancheteatern                            |
| 1940 | Angelino Esposito  | Hyggliga människor (The gentle people) Irwin Shaw                               | Olof Molander                | Blancheteatern                            |
| 1940 | Clementine         | Plats för leende (No time for comedy) Samuel Nathaniel Behrman                  | Harry Roeck Hansen           | Blancheteatern                            |
| 1941 | Marina             | Onkel Vanja (Дядя Ваня, Djadja Vanja) Anton Tjechov                             | Harry Roeck-Hansen           | Blancheteatern                            |
| 1941 | Medverkande        | Kar de Mummas ofullbordade, revy Kar de Mumma                                   | Leif Amble-Næss              | Blancheteatern                            |
| 1942 | Kvasjna            | På livets botten (На дне, Na dne) Maksim Gorkij                                 | Jura Tamkin                  | Blancheteatern                            |
| 1942 | Mrs Lothian        | Sol i dimma (The light of heart) Emlyn Williams                                 | Harry Roeck-Hansen           | Blancheteatern                            |
| 1943 | Amman              | Fadren August Strindberg                                                        | Helge Hagerman               | Blancheteatern                            |
| 1943 | Hilma Bomander     | Rus Rudolf Värnlund                                                             | Per Lindberg                 | Blancheteatern                            |
| 1943 | Annie              | Månen har gått ned (The moon is down) John Steinbeck                            | Harry Roeck-Hansen           | Blancheteatern/ Oscarsteatern             |
| 1943 | Addie              | De små rävarna (The little foxes) Lillian Hellman                               | Harry Roeck-Hansen           | Blancheteatern                            |
| 1944 | Esther Crampton    | Det ljusnar vid 7-tiden (The mornings at seven) Paul Osborn                     | Harry Roeck-Hansen           | Blancheteatern                            |
| 1944 | Charlotta Ivanovna | Körsbärsträdgården (Вишнёвый сад, Visjnjovyj sad) Anton Tjechov                 | Harry Roeck-Hansen           | Blancheteatern                            |
| 1944 | Louise Frayne      | Med clippern västerut (Flight to the west) Elmer Rice                           | Helge Hagerman               | Blancheteatern                            |
| 1944 | Medverkande        | Och han skämtar för dig, revy Kar de Mumma                                      | Leif Amble-Næss              | Blancheteatern                            |
| 1944 | Toala              | Den obetvingade segern (The wingless victory) Maxwell Anderson                  | Sam Besekow                  | Blancheteatern                            |
| 1944 | Miss May Tweedie   | Cocktails (Tell me the truth) Leslie Howard                                     | Rudolf Wendbladh             | Blancheteatern                            |
| 1945 | Sophronia          | Det blåser en vind (The Searching Wind) Lillian Hellman                         | Harry Roeck-Hansen           | Blancheteatern                            |
| 1945 | Mrs Bridget Drake  | När kvinnor mötas (When Ladies Meet) Rachel Crothers                            | Sam Besekow                  | Blancheteatern                            |
| 1945 | Medverkande        | En glädjande tilldragelse, revy Kar de Mumma                                    | Leif Amble-Naess             | Blancheteatern                            |
| 1945 | Miss Prism         | Bunbury (The Importance of Being Earnest) Oscar Wilde                           | Harry Roeck-Hansen           | Blancheteatern                            |
| 1947 | Medverkande        | Kar de Mummas sällskapsresa, revy Kar de Mumma                                  | Hjördis Petterson            | Blancheteatern                            |
| 1947 | Fru Bergström      | Han träffas inte här Gustaf Hellström                                           | Ernst Eklund                 | Blancheteatern                            |
| 1948 | Mme Loiseau        | Fettpärlan Gösta Sjöberg                                                        | Harry Roeck-Hansen           | Blancheteatern                            |
| 1950 | Medverkande        | Skyll er själva, revy Kar de Mumma                                              | Leif Amble-Næss              | Blancheteatern                            |
| 1951 | Marta Boman        | Swedenhielms Hjalmar Bergman                                                    | Harry Roeck-Hansen           | Blancheteatern                            |
| 1956 |                    | Vår hemliga dröm (Jupiter) Robert Boissy                                        | Göran Gentele                | Riksteatern                               |
| 1958 | Medverkande        | Spetsbyxor, vaudeville P.A. Henriksson                                          | Nils Poppe                   | Idéonteatern                              |
| 1959 | Mrs Boyle          | Råttfällan (The Mousetrap) Agatha Christie                                      | Börje Mellvig Bengt Blomgren | Lisebergsteatern                          |
| 1961 |                    | Bättre sent än aldrig (It’s never too late) Felicity Douglas                    | Sandro Malmquist             | Riksteatern                               |

## Radioteater

### Roller
| År   | Roll         | Produktion                                                           | Regi               |
| ---- | ------------ | -------------------------------------------------------------------- | ------------------ |
| 1941 | Fru Johanson | John Blundqvist Berco                                                | Carl-Otto Sandgren |
| 1942 | Medverkande  | Upp till kamp, flickor, kabaret                                      |                    |
| 1944 | Medverkande  | Den stora vårutredningen 1944, revy Georg Eliasson och Gösta Rybrant | Palle Brunius      |
| 1954 | Barnmorskan  | Auktion Josef Briné och Nils Ferlin                                  | Lars Madsén        |

### Fotnoter
1. 1 2  ”Anna-Lisa Baude”. Svensk Filmdatabas. http://sfi.se/sv/svensk-filmdatabas/Item/?type=PERSON&itemid=58206&iv=OVERVIEW. Läst 14 augusti 2012.
2. 1 2 3 4  Svensk uppslagsbok, 2:a upplagan, 1947
3. ↑  Vigda 5 januari 1926, annons i Svenska Dagbladet 7 januari 1926 sid.14
4. ↑  Hitta graven
5. ↑  SvenskaGravar
6. ↑  ”Teaterannons”. Dagens Nyheter:  s. 11. 26 maj 1920. https://arkivet.dn.se/tidning/1920-05-26/138/11. Läst 21 april 2024.
7. ↑  ”Teater Musik”. Dagens Nyheter:  s. 6. 28 augusti 1921. http://arkivet.dn.se/arkivet/tidning/1921-08-28/230/6. Läst 20 september 2016.
8. ↑  Oscar Rydqvist (8 mars 1925). ”Succès på Folkteatern”. Dagens Nyheter:  s. 9. http://arkivet.dn.se/arkivet/tidning/1925-03-08/65/9. Läst 28 augusti 2015.
9. ↑  ”Teater och Musik”. Dagens Nyheter:  s. 10. 12 november 1926. http://arkivet.dn.se/arkivet/tidning/1926-11-12/308/10. Läst 2 augusti 2015.
10. ↑  ”Två premiärer på lördagkvällen”. Dagens Nyheter:  s. 16. 14 november 1926. https://arkivet.dn.se/sok/?searchTerm=&fromPublicationDate=1926-11-14&toPublicationDate=1926-11-14. Läst 2 augusti 2015.
11. ↑  ”Broadway”. Musikverket. http://calmview.musikverk.se/CalmView/Record.aspx?src=CalmView.Performance&id=PERF22275&pos=15. Läst 3 juni 2015.
12. ↑  ”Tolvskillingsoperan”. Musikverket. http://calmview.musikverk.se/CalmView/Record.aspx?src=CalmView.Performance&id=PERF24157&pos=12. Läst 13 maj 2016.
13. ↑  ”Teater Musik Film”. Dagens Nyheter:  s. 9. 5 mars 1932. http://arkivet.dn.se/tidning/1932-03-05/63/9. Läst 5 mars 2017.
14. ↑  Bo Bergman (18 april 1933). ”'Fruns båda män' och 'Leendets land'”. Dagens Nyheter:  s. 1. http://arkivet.dn.se/tidning/1933-04-18/103/1. Läst 16 mars 2017.
15. ↑  ”'Melodien' som kom tillbaka”. Dagens Nyheter:  s. 16. 28 februari 1937. http://arkivet.dn.se/arkivet/tidning/1937-02-28/57/16. Läst 27 augusti 2015.
16. ↑  ”Min hustru Dr. Carson”. Musikverket. http://calmview.musikverk.se/CalmView/Record.aspx?src=CalmView.Performance&id=PERF22077&pos=101. Läst 20 april 2016.
17. ↑  ”Madame Bovary”. Musikverket. http://calmview.musikverk.se/CalmView/Record.aspx?src=CalmView.Performance&id=PERF22078&pos=102. Läst 21 april 2016.
18. ↑  ”Tony ritar en häst”. Musikverket. http://calmview.musikverk.se/CalmView/Record.aspx?src=CalmView.Performance&id=PERF22081&pos=105. Läst 21 april 2016.
19. ↑  Oscar Rydqvist (29 mars 1940). ”'Duo' på Blancheteatern”. Dagens Nyheter:  s. 9. http://arkivet.dn.se/arkivet/tidning/1940-03-29/85/9. Läst 27 augusti 2015.
20. ↑  ”Hyggliga människor”. Musikverket. http://calmview.musikverk.se/CalmView/Record.aspx?src=CalmView.Performance&id=PERF22084&pos=109. Läst 21 april 2016.
21. ↑  Oscar Rydqvist (19 november 1940). ”Teater Musik Film”. Dagens Nyheter:  s. 8. http://arkivet.dn.se/arkivet/tidning/1940-11-19/317B/8. Läst 21 mars 2016.
22. ↑  ”Onkel Vanja”. Musikverket. http://calmview.musikverk.se/CalmView/Record.aspx?src=CalmView.Performance&id=PERF22086&pos=111. Läst 22 april 2016.
23. ↑  –m (26 april 1941). ”Kar de Mummas 'Ofullbordade'”. Dagens Nyheter:  s. 5. http://arkivet.dn.se/arkivet/tidning/1941-04-26/111/5. Läst 21 april 2016.
24. ↑  Oscar Rydqvist (12 februari 1942). ”'På livets botten' på Blancheteatern”. Dagens Nyheter:  s. 7. http://arkivet.dn.se/arkivet/tidning/1942-02-12/41/7. Läst 31 januari 2016.
25. ↑  ”Sol i dimma”. Musikverket. http://calmview.musikverk.se/CalmView/Record.aspx?src=CalmView.Performance&id=PERF22214&pos=118. Läst 22 april 2016.
26. ↑  ”'Fadren' på Blancheteatern”. Dagens Nyheter:  s. 5. 23 januari 1943. http://arkivet.dn.se/arkivet/tidning/1943-01-23/21/5. Läst 24 augusti 2015.
27. ↑  ”Rus”. Musikverket. http://calmview.musikverk.se/CalmView/Record.aspx?src=CalmView.Performance&id=PERF22217&pos=122. Läst 22 april 2016.
28. ↑  ”Månen har gått ned”. Musikverket. http://calmview.musikverk.se/CalmView/Record.aspx?src=CalmView.Performance&id=PERF22218&pos=123. Läst 22 april 2016.
29. ↑  Oscar Rydqvist (7 april 1943). ”Teater Musik Film: 'Månen har gått ned' på Oscarsteatern”. Dagens Nyheter:  s. 9. http://arkivet.dn.se/arkivet/tidning/1943-04-07/94/9. Läst 11 juli 2015.
30. ↑  ”De små rävarna”. Musikverket. http://calmview.musikverk.se/CalmView/Record.aspx?src=CalmView.Performance&id=PERF22221&pos=126. Läst 22 april 2016.
31. ↑  ”Det ljusnar vid 7-tiden”. Musikverket. http://calmview.musikverk.se/CalmView/Record.aspx?src=CalmView.Performance&id=PERF22222&pos=127. Läst 22 april 2016.
32. ↑  ”Körsbärsträdgården”. Musikverket. http://calmview.musikverk.se/CalmView/Record.aspx?src=CalmView.Performance&id=PERF18889&pos=128. Läst 22 april 2016.
33. ↑  ”Med clippern västerut”. Musikverket. http://calmview.musikverk.se/CalmView/Record.aspx?src=CalmView.Performance&id=PERF22223&pos=129. Läst 24 april 2016.
34. ↑  Sten af Geijerstam (28 april 1944). ”Vårens Kar de Mumma”. Dagens Nyheter:  s. 14. http://arkivet.dn.se/arkivet/tidning/1944-04-28/114/14. Läst 24 april 2016.
35. ↑  Manstad, Margit (1987). Och vinden viskade så förtroligt. Stockholm: Läsförlaget AB. sid. 220. Libris 7673797. ISBN 91-7902-067-4
36. ↑  ”Den obevingade segern”. Musikverket. http://calmview.musikverk.se/CalmView/Record.aspx?src=CalmView.Performance&id=PERF22226&pos=132. Läst 24 april 2016.
37. ↑  ”Cocktails”. Musikverket. http://calmview.musikverk.se/CalmView/Record.aspx?src=CalmView.Performance&id=PERF22227&pos=133. Läst 24 april 2016.
38. ↑  ”Det blåser en vind”. Musikverket. http://calmview.musikverk.se/CalmView/Record.aspx?src=CalmView.Performance&id=PERF22228&pos=134. Läst 24 april 2016.
39. ↑  ”När kvinnor mötas”. Musikverket. http://calmview.musikverk.se/CalmView/Record.aspx?src=CalmView.Performance&id=PERF22229&pos=135. Läst 24 april 2016.
40. ↑  Sten af Geijerstam (28 april 1945). ”'En glädjande tilldragelse' – En glädjande tilldragelse”. Dagens Nyheter:  s. 13. http://arkivet.dn.se/arkivet/tidning/1945-04-28/113/13. Läst 24 april 2016.
41. ↑  ”Mister Ernest”. Musikverket. http://calmview.musikverk.se/CalmView/Record.aspx?src=CalmView.Performance&id=PERF18890&pos=137. Läst 24 april 2016.
42. ↑  Sten af Geijerstam (30 april 1947). ”Kar de Mummas sällskapsresa”. Dagens Nyheter:  s. 12. http://arkivet.dn.se/arkivet/tidning/1947-04-30/115/12. Läst 10 februari 2016.
43. ↑  ”Han träffas inte här!”. Musikverket. http://calmview.musikverk.se/CalmView/Record.aspx?src=CalmView.Performance&id=PERF22237&pos=145. Läst 24 april 2016.
44. ↑  ”Fettpärlan”. Musikverket. http://calmview.musikverk.se/CalmView/Record.aspx?src=CalmView.Performance&id=PERF22239&pos=147. Läst 24 april 2016.
45. ↑  ”Teaterannons”. Dagens Nyheter:  s. 34. 28 april 1950. http://arkivet.dn.se/tidning/1950-04-28/113/34. Läst 5 augusti 2017.
46. ↑  ”Swedenhielms”. Musikverket. http://calmview.musikverk.se/CalmView/Record.aspx?src=CalmView.Performance&id=PERF18879&pos=152. Läst 24 april 2016.
47. ↑  ”Söndagspremiärer hos Riksteatern”. Dagens Nyheter:  s. 14. 8 oktober 1956. https://arkivet.dn.se/tidning/1956-10-08/274/14. Läst 26 januari 2022.
48. ↑  ”Vårens sista riksteaterpremiär”. Dagens Nyheter:  s. 18. 24 februari 1961. https://arkivet.dn.se/tidning/1961-02-24/53/18. Läst 4 januari 2022.
49. ↑  ”Radioprogrammet”. Dagens Nyheter:  s. 22. 27 juni 1941. http://arkivet.dn.se/arkivet/tidning/1941-06-27/170/22. Läst 29 januari 2016.
50. ↑  ”Radioprogrammet”. Dagens Nyheter:  s. 20. 14 februari 1942. http://arkivet.dn.se/arkivet/tidning/1942-02-14/43/20. Läst 30 januari 2016.
51. ↑  ”Radioprogrammet”. Dagens Nyheter:  s. 34. 16 maj 1944. http://arkivet.dn.se/arkivet/tidning/1944-05-16/132/34. Läst 31 januari 2016.
52. ↑  ”Radioprogrammet”. Dagens Nyheter:  s. 30. 19 september 1954. http://arkivet.dn.se/arkivet/tidning/1954-09-19/254/30. Läst 1 februari 2016.